# Vernouillet (Yvelines)
Vernouillet is een gemeente in Frankrijk. Het ligt 30 km ten noordwesten van het centrum van Parijs.
Station Vernouillet - Verneuil ligt in de buurgemeente Verneuil-sur-Seine.

## Kaart
Vernouillet ligt in de directe omgeving van de Seine, alleen een strook grond van Triel-sur-Seine, dat voor het grootste deel aan de overkant van de Seine ligt, scheidt Vernouillet van de Seine. De bebouwde kom in het noorden van Vernouillet ligt tegen die van Verneuil-sur-Seine aan.
De onderstaande kaart toont de ligging van Vernouillet (Yvelines) met de belangrijkste infrastructuur en aangrenzende gemeenten.

## Demografie
Onderstaande figuur toont het verloop van het inwonertal, bron: INSEE-tellingen. 

## Partnersteden
- Hainburg, sinds 1972
- Alberndorf im Pulkautal, sinds 1972
- Trumau, sinds 1972
- Yarm, sinds 1985

## Websites
- (fr)  Statistische informatie op de website van INSEE

1. ↑  Populations de référence 2022.